# 亜人ちゃんは語りたい
『亜人ちゃんは語りたい』（デミちゃんはかたりたい）は、ペトスによる日本の漫画作品。本作がペトスの初の連載作品である。
『ヤングマガジンサード』（講談社）にて創刊号から2021年Vol.5まで連載され、その後『月刊ヤングマガジン』（同）2021年Vol.6より移籍し、2023年1月号まで連載された。その後、公式同人読み切り「サキュバス先生はエッチしたい」が『ヤンマガWeb』にて2023年2月14日に公開された。
教師である主人公と、普通の人間とは違う性質を持つ「亜人」の生徒との交流を描いた学園コメディである。第2回次にくるマンガ大賞コミックス部門・第2位。2023年2月時点でシリーズ累計部数は280万部を突破している。
スピンオフとして、ペトス監修、橋本カヱ原作、本多創作画による『オカルトちゃんは語れない』（オカルトちゃんはかたれない）が同誌にて2019年Vol.2から2021年Vol.5まで連載され、こちらも『月刊ヤングマガジン』2021年Vol.6よりVo.12まで連載。2021年11月に『ヤンマガWeb』（同）への移籍が発表され、2022年1月29日から連載。

## あらすじ
神話やおとぎ話のモチーフとなり、かつて怪物や妖怪などと称され迫害されていた、「亜人」と呼ばれる特別な性質を持つ人間たちがいる世界。
現在では、亜人たちは世間に「個性」として認められて一般社会に自然に溶け込み、社会的な弱者である亜人に対する「生活保障」が整備され、差別意識も希薄となり、若者たちには亜人のことを「デミ」と可愛く呼称するまでになっていた。

### ストーリー序盤
新学期、大学時代から亜人に興味をもっていた高校の生物教師の高橋鉄男は、これまで一度も出会ったことのない亜人たちが新入生として入学してきたことから、突如として亜人たちに囲まれる生活を送ることになる。
おしゃべり好きでお調子者な「ヴァンパイア」の小鳥遊ひかり、頭と胴体が分離している「デュラハン」の町京子、暑さに弱い「雪女」の日下部雪といった1年生の生徒たちや、地味な服装にして異性を避けている「サキュバス」の新人教師佐藤早紀絵……。彼女たちは、それぞれに「亜人としての悩み」を抱えながら日常生活を続けていた。
当初は亜人たちを「興味の対象」としてしか見ていなかった鉄男だったが、次第に教師として同僚として、彼女たちの話を聞きながら問題に向かい合っていく。一方で彼女たちは、亜人である自分達に真摯に向き合おうとする鉄男のことを信頼し、町や早紀絵たちは次第に恋愛感情を持つようになる。

### ストーリー中盤
鉄男の姪にあたる女子大生高橋陽子のアパートに「座敷童」が現れ、陽子自身が「座敷童を見ることができる亜人」であると判明する。
そのほか、早紀絵と付き合いのある亜人課の警察官・宇垣と、その後輩でインキュバスのクルツや、鉄男の大学時代の親友であり武蔵野理科大学の物理学科助教授・相馬らが登場し、それぞれの立場で亜人について語っていく。
そんな中、「人の心を色で読むことができる」というキジムナーの比嘉薫が短期留学してきて、鉄男への片思いで後悔しないよう町に助言する。町は一大決心をして鉄男に告白するがスルーされ、最終的に鉄男は教師として大人として誠意をもって返事をし、町は失恋してしまう。

### ストーリー終盤
一方、鉄男とサキュバスの早紀絵との恋愛は進展していき、「サキュバスの能力も含めて個性であり魅力」だと鉄男が告白をして、二人は正式に付き合うようになる。
亜人たちが女子会をしている最中、今まで見えなかった座敷童を視認できるようになり、町のデュラハン化がなくなる事態が一瞬だが発生する。相馬曰く、「次元のドアにあたる町と、そこに力を加えられる者たちが揃った」ことにより、次元を超えたのではないかと推論する。その後、薫の能力が飛躍的に向上して「町のデュラハン化を一時的に解除できる」という予見を得たことから、亜人たちを集めて実験が試みられ、1晩だけだが解除に成功する。
冬になり、「もっと自分たち亜人のことを知ってもらいたい」というひかりの要望から、亜人について語るWEBラジオ『でみらじ』を制作することになる。これまでの登場人物たちが、それぞれの立場から亜人について語りあい、それを聞いた「亜人の少女」が新入生として入学してきたところで、物語の幕が降ろされる。

## 登場人物

### 主人公とヒロイン達
高橋 鉄男（たかはし てつお）
声 - 諏訪部順一
主人公。県立柴崎高等学校の生物教師。年齢は30歳よりやや上。着任4年目。既婚の兄がいる。大学（武蔵野理科大学）では生物学を専攻。ひかりからは「せんせー」と呼ばれている（ひかり曰く「先生」ではなく「せんせー」って感じ）。
亜人に興味があり、学生時代に亜人を対象とした卒業論文を執筆しようとしたが世論や論理の観点から許可がおりず断念、就活が嫌で取得していた教員資格を使って教職に就いた。その後も亜人への興味は尽きなかったが、元々数が少ないため半ば諦めていたものの、赴任4年目にして多くの亜人と関わる機会に恵まれた。
基本的にTシャツの上から白衣を着用するラフな格好で、家庭訪問の時などを除けば学校でもネクタイは締めない。武術の心得はないが、筋トレに励んでいるため筋肉質でガタイが良い（ざしこからの印象は「ゴリラマン」）。そのため、教頭から荷物運びをさせられることが多い。米粒のような瞳は遺伝らしい。
亜人たちからの相談を受け続けるうちに校内での亜人専属のような立場になっていく。さまざまな亜人特有の性質について突っ込んだところまで質問するなど、亜人との関わり方は半ば手さぐりに近いが、悩みがあれば相談に乗るなど心優しい一面を見せる。その興味は分かると楽しいという純粋な知識欲によるもので、研究サンプルや実験の対象として捉えることはない。ただし探究心が強すぎて、考え事をし始めるとデリカシーを忘れてしまうという欠点も持つ。他の学生からも変な人だとは思われているが、割と好かれている。本来望んで就いたわけではない教職だったが、亜人たちとの関わりを通して最近になってやりがいを感じたり、楽しいと思ったり、やってよかったと思う機会が増えてきている。
また、恋愛に関してはかなり鈍感であり、自分が気が付いていないところで多数の女性に好意を持たれている。自分に自信がないらしく、体を鍛えるのは生徒たちから頼られるようにする目的に加えて自信をつけるためでもあり、他人からの好意に鈍感なのにも自信のなさが影響しているのではないかと指摘される。薫の留学直後、町から告白を受けたものの、聞こえなかった振りをして一旦保留して放っておこうとしたが、早紀絵からきちんと向き合うべきだと諭され、きちんと断る。同時に早紀絵に惹かれている気持ちを自覚し、自分の側からアプローチしていく決断をする。
小鳥遊 ひかり（たかなし ひかり）
声 - 本渡楓
バンパイアの少女。1年B組。好物はレバーとトマトジュース。
明朗快活で人懐っこい反面、ズボラ、おしゃべり好き、かついたずら好きな性格。何も考えていないおっちょこちょいのようで、意外と気を遣うのが上手い。生まれつき皮膚や髪の色素が薄く、それが自身の名前の由来でもある。また恋愛経験はないが興味はあり、若干耳年増。亜人同士で同じクラスの町や、A組の日下部と仲がよく、3人の中ではムードメーカー。
学業成績は芳しくないようで、高橋からも「赤点は回避してほしい」と心配されていたが、結局1学期の中間試験では赤点を3つも取ってしまった。しかし、勉強会で町に分からないことを教えてもらって追試を突破、期末試験では何とか赤点を取らずに切り抜けた。
バンパイアの性質上貧血になりやすいようで、国から月一で血液のパックを支給される他は、食事に気を付けることで問題を回避している。よく人に噛み付きたい欲求を感じ、よく妹の腕をガジガジして解消している。血液パックを吸う姿を見られるのは恥ずかしいらしい。また、同じ理由で日差しや暑さにも弱いので、学校では直射日光の当たらない理科準備室に入り浸っている。特に日焼けについては日焼け止めを塗っていても、夏場に丸一日外で遊ぶと（日をまたげば治るとは言え）皮膚が真っ赤になってしまうので、UVカットのタイツを履いたり露出は少ないが薄手で涼しい服を着るように心がけている。一方で食の好き嫌いが「なさすぎる」ため、ニラやニンニクのような匂いの強い食材も普通に食べる（本人曰く「ニオイキッツイの好き」）。ただし、タバコの匂いは嫌い。運動神経は優れているが、体質の問題で夏場の屋外での運動は苦手。ヴァンパイアとしての性質はそこまで強い方ではなく、上記の点に気を付けさえすれば日常生活の影響も少なくて済む。
亜人ではない双子の妹にひまりがいる。妹からはいつも説教を受けているが姉妹仲は良好で、食べ物の嗜好も似通っている。思ったことは直接相手に言い、影口は叩かないことにしているが、これは妹との約束によるもの。悪巧みや自分に都合が悪いことが起こると猫目猫口になる他、「エヘヘ」と笑って場を誤魔化すことも多い。なお、淫魔の催淫を受けて酔っ払うと猫のモノマネをし始める。
高橋は、「みんなに優しく、ちょっかいは出してもいじりすぎはせず、誰かに寄り添うことができて、自分の考えで立ち向かうことができる」と評する。幼いころはおとなしく引っ込み思案な性格で、ひまりの後ろに隠れがちだったのだが、吸血衝動を問題視して抗議に来た父兄をひまりがやり込めて以降はどんなことがあっても逃げないと決意し、徐々に明るい性格に変化していった。
町 京子（まち きょうこ）
声 - 篠田みなみ
世界に3人しかいないとされるデュラハンの少女。1年B組。アイルランドに伝わる妖精をルーツに持つ、頭部と胴体が分離した亜人。アイルランド人のクォーターで、髪色は母親からの遺伝。ひかりからは「マッチー」と呼ばれている。
第一話から登場しているが、その時は風邪で体だけ廊下にへたり込んで頭部だけ先に保健室に運ばれており、顔も登場したのは第四話からとなった。
頭部と胴体はかなり引き離しても大丈夫で、本人曰く、最大で東京から岡山まで離れたことがある。胴体の感覚は頭の方でも感知できるが、視認や周りにあるものを触らないと具体的に何が起きているかは分からない。ただし一旦触れば見ていなくても器用に扱えるようになるため、筆談の訓練によって目で見なくても文章を正確に書くことができる。なお、安全のためには頭部を両手で抱える必要があるため、学校からは特別にリュックサックを背負って通学する許可をもらっている。
頭を抱きしめてもらうのが大好き。高校生になってからは両親に年相応に自制を求められていたが、我慢できずに高橋に抱きしめてもらったことがある。この出来事から高橋に好意を抱き始め、ひかりのセッティング（というより半ば悪戯心）で、実験名目で頭部だけでデートをしたこともある。先生としての高橋のことも、デュラハンの自分に対して誰よりも歩み寄り、時にはきちんと叱ってくれる存在として尊敬している。夏休み前に薫に後押しされて告白し、聞こえなかった振りをされた。諦めずにまたアタックするつもりでいたのだが、1学期の終業式の日に生徒と教員という立場の違いがあることや早紀絵に好意を持っていることを理由に正式に断られる。初恋は失恋に終わり、しばらくはショックを受けていたが周囲の支えで立ち直る。
身長はひかりや雪より高く、早紀絵とほとんど変わらないが、頭の位置が低いために実際よりやや小柄な印象を与える。また、ボーイッシュな顔立ちに反し、スタイル抜群で、他の男子生徒にも注目されている。
自分から主張したり他人と仲良くするのが苦手で、中学までは友人付き合いも学校だけで家に連れてくることもなかった。だが、同じく亜人であるひかりや雪を通じて親しい友人が増え始めている。
成績は優秀で、高橋から褒められたいという一心で学年1位の成績を取ったことがある。武蔵野理科大学を訪問し相馬からデュラハンに関する量子論的な仮説を聞いたことで、倫理的な問題も回避できるということから自分自身でデュラハンのことを研究したいと考えるようになり、研究者を目指して一層勉強に励むようになった。
日下部 雪（くさかべ ゆき）
声 - 夏川椎菜
雪女の少女。1年A組。雪国の田舎出身で、中学卒業後に今の町へ引っ越してきた。成績は中の上。妹がいる。ひかりからは「ユッキー」と呼ばれている。
雪女の体質として、氷の涙を流す・凍った冷や汗をかく・周囲に冷気を発生させるなどがある。さらに汗腺が非常に少なく体温調節が下手で、平熱が低く暑さに弱いため体育の授業に軽い熱射病で倒れたことがある（本人曰く、冷やせば大丈夫らしい）。
凍った冷や汗をかくことに関しては、あまり汗をかく体質ではなかったこと、自身の体質についてさほど疑問を持っていなかったもあり、高校入学前まで自覚をしていなかった。そのため、湯船で高校生活の不安を考えていた際にかいた冷や汗を、自身が発した冷気でお湯を凍らせたと誤解し、その矛先が他人に向かった場合の恐怖心から他人との関わりを避けるようになるが、高橋の実験により実際は足裏からかいた冷や汗が凍ったものと判明。自身が他人を傷つけるような亜人ではないと分かったことから、安堵の涙を流した。これ以降は自身の中で折り合いがついたようで、他人とも積極的に関わるようになっている。1学期の終わりごろには体質をコントロールできるようになってきており、時間はかかるが泣ける漫画を1巻通して読むことで冷気を発生させられる。
事情を知らない井森や木村から「他人の誘いにも乗らず、調子に乗っている」と陰口を言われてしまいショックを受けたこともあったが、のちに和解している。自分の相談に答えてくれた高橋には、最短で悩みを解決してもらったおかげでひかりや町と仲良く一緒に居られる時間が増えたと感謝している。
ひかり・京子を加えたデミ三人娘の中ではツッコミ役に回ることが多く、ひかりのボケや京子の天然に容赦ないツッコミを入れている。一方、下ネタやギャグ漫画が好きで笑いの沸点が低いという一面も持っており、高橋とひかりの漫才めいたやりとりを目にした時などはしばしば笑いを噛み殺している。当初は周囲には隠していたが、ひかりたちには付き合っていくうちにバレてしまっている。
料理が得意。
亜人の友達ができたことや、自分よりはるかに大変な生活をしているにもかかわらず教職に就いている早紀江に憧れたこともあって、亜人に限らず悩みを抱えている生徒の助けになれるような教師になりたいという夢を抱く。
佐藤 早紀絵（さとう さきえ）
声 - 日笠陽子
サキュバスの女性。24歳。数学教師として芝崎高等学校に赴任してくる。普段は野暮ったいジャージに眼鏡、髪を結うという色気のない恰好をしているが、髪を下した素顔はかなりの美人でスタイルもいい。ひかりたちからは恋愛経験豊富な大人の女性と思われ、その手の相談を受けることもあるが実際は彼氏いない歴＝年齢で恋愛経験値ゼロ。柔道経験者。ひかりからは「サッキー」と呼ばれている。
サキュバスの特質として、相手を催淫させてしまうという性質がある（例・異性と接触しただけで「めっちゃエロい人と当たった気がする」と思わせるなど）。サキュバスの中でも上から2番目とされるほどに高ランクの性質の濃さを持ち、その催淫効果は宇垣に「ゴリッゴリのゲイでもない限り催淫されない男はいない」と言わしめ、高橋の前で上着を脱いだ時は「色気が可視化されて見えるようだ」と評された。基本的に自制が効くようで、自分なりに性を想起させない身なり・振る舞いをし、気を確かにもつことで万が一のトラブルを避けている。ただし、自制のきかない睡眠時は他人に淫靡な夢を見せてしまうという穴があり、それ故集合住宅には住めず、人里離れた借家から朝夕のラッシュを避けて通勤するなど不便な生活を送っている。それでも生活補償制度を受けずにできる限り普通の人と同じ生活をしているのは、「まっとうに生きたい」という思いによるもの。酒好きだが平日は金曜日しか飲みに行けず、しかも終電の10時位までには帰らなければいけない。その代わり週末の自宅では羽を伸ばしている。後に高橋や教頭の協力で、平日の何日かは学校の宿直室で寝泊まりすることが許可されたため、通勤の負担は若干軽減されている。なお、普段から催淫を抑えている影響で、悪夢は夢魔そのものの姿をしている。
宇垣とは学生時代からの知り合いで、父親のように慕っている。これに対して、実の父親とはすれ違いがある旨の描写がある。
上記のような経緯と亜人の性質から奥手でまともな恋愛経験がなかったが、手が触れても催淫されなかった（実際は催淫されていたが、平常通りに振る舞った）高橋に好意を抱くようになった。その後、催淫が効いていたことを知っても想いは変わらず、彼の誠実さにしっかり向き合うため極力催淫せずに関係を進展させようとしている。町は恋のライバルだが、彼女に告白されて放っておこうとした高橋に対し、恋心は本物だからしっかり向き合うべきと、塩を送る発言をする。
教職についたのに深い理由はなかったが、雪から素直な憧憬を向けられたことでこの仕事を選んで良かったと実感する。
高橋 陽子（たかはし ようこ）
鉄男の姪（鉄男の兄の娘）で武蔵野理科大学に通う女子大生。スピンオフ「オカルトちゃんは語れない」では主人公。米粒のような瞳などどことなく鉄男と似た容姿を持つ。ひかりからは「ヨーコちゃん」と呼ばれている（曰く「いいアダ名が思いつかなかった」）。
越してきたアパートに住み着いていた座敷童子のざしこと同居生活を送ることになる。学業だけでなく子供の世話までしているため非常に忙しいが、学友からは自制が出来ていて幸せそうになったと評されている。また、スピンオフではやまびこも同居させている。
自覚はなかったが霊能者とでもいうべき感覚を持った一種の亜人であり、ざしこを知覚できるのもその能力によるもの。
スピンオフでは、自身の性質から異空間の亜人絡みの問題に首を突っ込んでいくようになる。だが、亜人に関わる周囲の人々からは危なっかしいと心配されている。
比嘉 薫（ひが かおる）
キジムナーの少女。高校2年生。夏休みを前に、沖縄から芝崎高等学校に短期留学した。強く日焼けした肌をしており、セーラー服にサングラスという少々変わった格好をしている。実家は古本屋。ひかりからは「カオルン」と呼ばれている。
キジムナーとしての能力はかなり強力で、普通の個体と同じく魚を引き寄せるだけでなく、他者の心を読むことまでできる。心が読めるといっても思考がそのまま読めるわけではなく、相手の目や発するオーラのようなものの色の変化により喜怒哀楽・好き嫌いといった感情やその強弱が判る程度。本人としてはその能力はあまり好んでおらず、制限をかけるため普段からサングラスを着用している。
沖縄の高校では上記の理由によりやや浮き気味だったらしく、また学校側も初の亜人の生徒ということでどう対処したらいいかわからなかったため、沖縄側の校長が自身の知り合いである柴崎高等学校の教頭に留学を依頼した。亜人に詳しい高橋に体質について質問して自分が一種のテレパシー能力者の可能性があるという答えを得、彼を信頼するようになり、お礼として実家にあった亜人関係の個人資料を高橋に進呈している。
実際は亜人の能力ではなく、斜に構えたりちょっと中二病が入ってるといった本人の性格からやや引かれていた模様。だが、出会って数日しか経っていない京子に高橋の現在の恋愛状況をそっと伝え、背中を押すといった面倒見の良い一面もある。亜人のお姉さんということで、1年生の亜人3人娘からは懐かれている。空間組が一堂に会した際の怪現象以来、指の隙間から首のある町の姿が薄ら見えるなど、色々見える能力が強くなっている。
秋を前に沖縄へ帰郷する。

### ヒロインの家族
小鳥遊 ひまり（たかなし ひまり）
声 - Lynn
ひかりの双子の妹。彼女は亜人ではなく、普通の人間である。
成績優秀で礼儀正しく、ずぼらな性格のひかりと正反対なしっかり者の性格で、高橋からは「どっかの誰かとは大違い」「妹の鑑」と評されている。読書好きで、放課後も図書館にいることが多い。
ひかりへの説教は絶えないものの、基本的な姉妹関係は良好である。名前は双子と言うことで姉に語感を会わせ、なおかつ暖かそうな印象があるという意図で決められた。なお、父親ほどではないが姉に合わせて髪を脱色している。
高橋は自分の亜人に対する興味を優先して、姉を実験のサンプル程度にしか見ていないのではとの疑いから当初は信用していなかったが、「『亜人の性質』と『人間性』どちらも大切であり、両方のバランスが大事」という彼の言葉に感銘を受け、疑いたい気持ちもあるが、頼ってもよい人物と認識するようになる。
昔は活発で、おとなしい姉を引っ張る側だった。また、幼稚園のころから聡明で、姉が自分を噛んだことが問題視された際に、勝手な正義感から文句を言いに来た保護者をその場で考えた言葉で論破したことがある。
小鳥遊 浩二（たかなし こうじ）
声 - 大川透
小鳥遊姉妹の父親。専業主夫。
生まれつき色素の薄いひかりが家庭内で浮かないように、髪をかなり脱色している。動揺するとひかりと同じく猫目猫口になる。同じ亜人の娘を持つ親同士として、町家の両親とも繋がりがある。
小鳥遊 みどり（たかなし みどり）
声 - 小島幸子
小鳥遊姉妹の母親。キャリアウーマン。
パワフルな女性で、ひかりの性格は母親寄りであることが窺える。
町 寛（まち ひろし）
京子の父。高橋より身長が高い。雪が思わず愛想笑いするような突飛な言動を取ったり、急に惚気たりもして、フワフワした印象だが熱いところもあり、デュラハンというハンデを抱える娘に現代社会で最も潰しの効く能力である学力を身につけさせようと勉強を頑張らせた。小さいころに花火が好きだった京子のために高層マンションの14階の一室を購入している。
京子が夏休み前に失恋したことを知らず、花火大会の日にひかりから初めて聞かされショックを受ける。
町 シアーシャ（まち シアーシャ）
京子の母。アイルランド人の父を持つハーフ。頑張ることを楽しめる娘に甘えて空気を読ませてしまった後悔から、夫と相談して花火が見えるマンションを購入。元は専業主婦だったが、ローンを支払うため外に出て働いている。
他人と仲良くなるのが苦手だった娘が、高校に入って初めて自宅まで呼べる友人を持てたことに喜ぶ。また、娘の初恋と失恋にも気付いており、そこから立ち直ったのを見て、良い人たちに出会えて幸せだろうと感じている。

### 生徒・教員
佐竹 裕介（さたけ ゆうすけ）
声 - 小林裕介
男子生徒。初登場は第一話で、熱射病で倒れた日下部を担架で運んでいた。
かなり惚れっぽく、廊下で日下部を口説くなど軽い性格をしている。後に誘いに乗らなかったことを日下部に謝罪され、お詫びに彼女から遊びに誘われた。その後亜人たちと仲良くなり、ひかりからは「サタッケー」と渾名で呼ばれるようになった。
太田 淳一
声 - 柳田淳一
男子生徒。佐竹とは仲が良く、よくつるんでいる。
木村 静香（きむら しずか）
声 - 石上静香
女子生徒。当初は他人の陰口を言う癖があり、それによって雪を傷つけてしまうがひかりに叱責されたことがきっかけとなり和解する。ひかりからは「シズシズ」と渾名で呼ばれるようになった。
井森 敦美（いもり あつみ）
声 - 種﨑敦美
女子生徒。木村と一緒になって他人の陰口を言っていたが、彼女と同様に意識を改めた。この件から亜人に対する差別感情について考えるようになる。ひかりからは「イモリン」と渾名で呼ばれるようになった。亜人3人娘のすごいところは特有の部分ではなく、出会いが最悪だったのに仲良くしていられることだと思っている。
八千草 妙子（やちぐさ たえこ）
保健室の養護教諭。的確かつ冷静に生徒を診ることをモットーとしているが、立て続けに亜人の生徒が保健室に運ばれてきた時には、酷く動揺していた。
教頭
声 - 佐藤晴男
柴崎高等学校の教頭。ガタイのいい高橋によく荷物運びを頼む。
亜人の生徒たちが高橋ばかりを頼りにしているのを「頑張りすぎ」だと考え、色々な相手に相談する方が自然ではないかと一度は彼の自重を求めた。だが、高橋に感化された生徒たちが亜人と良い関係を築いているのを見て、そのまま辣腕を振るってもらうことが最良だと思い直し謝罪する。早紀絵が宿直室を利用する件でも、とりあえずやってみればいいと理解を示し、校長の説得を請け負った。沖縄の高校に校長をしている知人がおり、その縁で薫の柴崎高校への短期留学を受け入れた。
加藤（かとう）
現国担当の男性教師。
花園（はなぞの）
地歴担当の女性教師。佐藤からはオシャレに詳しそうだと思われている。

### 亜人課
宇垣（うがき）
声 - 津田健次郎
佐藤の知り合いの男性刑事。熊みたいな大男と言われるほど、がっちりした体格で強面だが、根は善良かつ他者思いな人物。かなり懐が広いのだが、部下のクルツの言動および行動には手を焼いている。喫煙者。芝崎高校を最初に訪れた際には手続きを経ないまま入ってきたため、ひかりからは（先述の容姿も災いして）不審者と間違われてしまう。
警察内では亜人課に所属している。仕事の関係で佐藤とは学生の時からの顔見知りであり、未だ異性との付き合いに踏み込めない佐藤を父親のように心配している。洞察力は優れているようで、佐藤が高橋を意識し始めていることを見抜き、彼女を煽って高橋を催淫させてみるよう仕向けるなど抜け目がない。それ以来、遅い初恋を知った佐藤からたびたび恋愛相談を受けることになり、娘が巣立っていくような寂しさを体感している。
クルツ
声 - 雨宮天
宇垣の後輩の刑事。ドイツ人の末裔から金髪碧眼をしている。口が軽く嘘をつくのが下手で、すぐ表情に出る。中高生と間違われるほど幼いルックスとは裏腹に、不意打ちながら、自分よりはるかに大柄な宇垣を投げ飛ばすなど、細い見た目に反して腕っ節は強い。年齢不詳だが、少なくとも20歳は超えている模様。反面、先輩に対して生意気な態度を取ることがあり、宇垣からはよく叱られる。
かなりの天然かつマイペースで、食べることに夢中になって人の話を聞かなかったり、頼まれごとを忘れてはしゃいだりと問題行動が多く、挙げ句の果てにアンパンの取り締まりを勘違いしてあんパンの餡をストローで飲むという奇行で宇垣を驚愕させたこともある。
その正体は、インキュバスである。ただし、インキュバスとしての性質は極めて薄い最低ランクのため、女性を催淫する能力がなく、サキュバスの影響を受けない程度である。宇垣曰く「対サキュバス用の決戦兵器」。
宇垣から高橋と早紀絵の飲み会の監視を任されていたが、酔っ払って大騒ぎし見つかるという失態を犯す。だが、この件がきっかけで高橋との親睦が一気に深まった。
須摩 依澄（すま いすみ）
亜人課の女性刑事。

### 武蔵野理科大学
相馬 靖忠（そうま やすただ）
声 - 花江夏樹
武蔵野理科大学で物理学を専攻する助教。高橋の学友であり、彼からは「天才肌」「変わり者」と評される。「表情1種類しかない」と言われるほどに表情の変化に乏しいが、顔立ちそのものは整っているため女生徒からの人気は高い。
ロマンチストであり、SF（サイエンス・フィクション）からFの字を取ることが夢。高橋によってデュラハンの町と知り合い、彼女の体質を追求すればワープ・タイムトラベル・超能力開発が実現するのではないかと期待を抱くようになるが、倫理的な問題で教授に渋られている。
その後、教え子の1人である陽子が亜人だと推測し、同居人の座敷童子にも興味を持ち、鉄男と共に彼女の家を訪問して、空間の認識に関する持論を披露する。スピンオフでも陽子からの相談を度々受けている。
カスミ
武蔵野理科大学の学生で、陽子の友人。マンションの6階で1人暮らししている。
『オカルトちゃんは語れない』では自宅に隙間女が現れるようになって陽子に相談し、真相究明の過程でそれが死別した中学時代の親友であった浪江だと知った。以降はたまに家に来る浪江と話すようになった。
紙村 あきら（かみむら あきら）
「オカルトちゃんは語れない」の登場人物。武蔵野理科大学の教授で、文化人類学専攻。相馬とは「類友」の変わり者で、教室には世界各地の様々な像が置いてある。儲からないという文化人類学の性質から、児童館などでの営業用に紙芝居をいくつも準備している。積み重ねられた歴史の流れが崩れた転換点を見ることで現象は解決でき、原因や理由が絶対に存在する「この世の出来事」である以上、怪奇現象に屈して恐れたら学者として負けと考えている。
相馬に紹介された陽子に知名度の低い伝承の講釈をする。次第に陽子の質問が体験ありきのものであることに気付き、彼女が実際に妖怪と出くわしているのではないかと推理して、助手扱いして半強制的に研究を手伝わせることもある。
大学生時代に親密な関係にあった五月島という先輩と、姦姦蛇羅にまつわる事件に巻き込まれた際に生き別れており、以来消息不明となった彼に近づくために民俗学者への道に進んだ。いつも被っている魔除けの帽子は、五月島の形見である。
サヨリ
陽子の学友。実家は岡山県で代々ホテル「小田上旅館」を経営しており、大学進学を機に上京、普段は地方出身者とバレないように標準語で話すようにしている。5年前に旅館を改装して以来、スイートがあるフロアで毎年お盆の時期に怪奇現象が起こるため、夏休みに紙村に調査を依頼する。
榊（さかき）
武蔵野理科大の男子学生。陽子とは学科が別だが、授業がよく被るので面識がある。
川女郎の一件で陽子の入浴を妄想して興奮で倒れたことがあり、この前科から陽子には若干警戒されている。また、ややシスコン気味で珠希を溺愛しており、「きさらぎ駅」の事件で妹の存在が抹消されつつあった時も、頭の片隅に彼女の記憶が残っており、そのおかげで救出に成功する。
瀬瀬（ぜぜ）
武蔵野理科大学理学部で生理学を学ぶ男性。相馬の後輩。命を増やす生命の神秘に感銘して生理学を学んだが、次第に女性のことが神々しく見えるようになってしまい、畏れ多くて顔すらも見れなくなっている。
悪夢に悩まされた陽子に相談され、夢のシステムと明晰夢を見る方法を教える。
五月島（いつくしま）
紙村の学生時代の先輩で、彼女の2回生時には大学院に所属していた。同じ講義を3年連続で受講しており、その授業で当時20歳の紙村と知り合って会話をするようになり、彼女に学者の道を勧めた。
「姦姦蛇羅」の調査で九州を訪れた際、一緒に連れてきた紙村が生贄にされそうになり、彼女を救うためにお守りの帽子を託し、身代わりになる。その後は消息不明。

### その他
座敷子（ざしこ）
陽子が暮らすアパートの部屋に住み着く座敷童子。種族の性質的に外出が出来ないため、普段から室内で元気に遊んでいる。年齢は不明だが容姿・精神性共に子供そのもの。やんちゃな性格だが、同居している陽子のために役に立ちたいという健気なところもある。好きな人は陽子、好きな遊びはボール遊び、好きな食べ物はカップ麺。
やや人見知りで、人が多いと大人しくなる。家主の叔父である鉄男に対しては、当初警戒していたものの、徐々に懐いて手を繋いだり膝に乗ったりするようになる。ただし、霊能者でない鉄男の視点では、陽子がじゃれているようにしか見えない。ひかりからは「ザシザシ」と呼ばれているが、見えてはいない。薫からは陽子の瞳（感情）の色が左右で違っているため、間接的に認識されている模様。
長谷川 硝子
声 - 麻倉もも
4巻番外編（アニメ13話）に登場。透明人間の少女。全裸でも見えていないので恥ずかしくないという価値観の持ち主。顔に触れた高橋によると、目は大きめで鼻筋はしっかりしており、整える必要がないので眉毛は太めで髪の毛は寝起きのまま、とのこと。

### 「オカルトちゃんは語れない」の登場人物
波江（なみえ）
「オカルトちゃんは語れない」の登場人物。カスミの中学時代の親友だったが、同じ相手を好きになって自分の恋が叶ったことでギクシャクし、そのまま別の高校に行って疎遠になっていた。大学入学までの3年間に亡くなり、死後は隙間女になって親友を見ていたが、陽子の発案で再び言葉を交わせるようになった。
ぬりかべちゃん
「オカルトちゃんは語れない」に登場するぬりかべの少女。武蔵野理科大学のキャンパスに出没してひと騒動起こすが、陽子と相馬の知恵を借りて普通の人間と交流を図ることに成功する。その後も陽子との交流は続いているようで、夏祭りを盛り上げる計画を花凛と協力して成功に導いた。
福坂 メグミ（ふくさか メグミ）
「オカルトちゃんは語れない」の登場人物。陽子と同じ町内に住んでいる女子小学生。父親が社長、母親は社長秘書というお嬢様。両親は共働きなので、平日は基本独り。近所の塾に通っている。怪談マニア。自分の考えをクラスメイトに伝えるのが苦手で、話しかけられても逃げてしまう。ただ、陽子とは普通に話せるので、友達になった。
ビッグママ
車椅子に乗った老女。異空間へ空間移動する能力を持つ「ビッグフット」の亜人で、突然「亜人」としての性質に目覚めた子供を異空間に保護し、心の整理がつくまで面倒を見ている。基本的には親に話をつけてから連れて行くが、緊急性のある場合はすぐに連れて行くので、失踪事件として亜人科が動くこともある。自分を受け入れた子供は親元へ帰しているが、普通の空間で生きるのが難しい者はそのまま引き取って育てている。狭い空間どうししか空間移動のゲートをつなげられないので、どこにでもあるトイレの個室を主に利用しており、一度は性質を受け入れて元の世界に帰った後でトイレを介して異空間に遊びに行く子供も多く、これが原因で「トイレの花子さん」の伝承が生まれたのではないかと語っている。
亜人（=陽子）の匂いが付いていたメグミや部屋に一人でいたざしこを保護しようとしたため、一時は陽子から誘拐ではないかと危険視されたが、その後の話し合いで誤解が解けて和解。陽子の能力が危ない物だと忠告し、「実体のない亜人」の対処を彼女に任せ、全員で一人の「花子さん」として協力し合うことを約束する。
鈴木
カスミの家の隣のマンションの5階に住む男性。長髪の美形だが、口下手で臆病。狐火の女性と互いに好意を抱き、釣り合う人間になろうとコンビニで働き始めたが、人とうまく話せず接客の仕事はうまくいかなかった。また、掃除も苦手らしく部屋はかなり汚い。空間を超えたいと願う彼女の頼みで陽子と相馬を自室に招くが、自信のなさから一度は関係を断とうとする。しかし、陽子の叱責で考えを改め、落雷の影響で窓をすり抜け空間を超えてきた彼女を抱きしめ、自らの意思で狐火の亜人として生きることにした。
天倉 花凛（あまくら かりん）
有花の妹。「サラマンダー」の亜人だが、当初は自分が何の亜人なのか分からず、自分が他人を傷付ける亜人なのではないかと苦悩していた。低体温と呼気が原因の蜃気楼で口が拡大されて見えるので、小学校のころには「口裂け女」と怖がられ、今では常にマスクを着けていないと落ち着かない。両親からは普通じゃないとして世間から隠すように育てられたため、年齢的には高校生だが、高校には通っていない。
姉に連れられて夏祭りに行った時、自分の性質が原因で一騒動起こしてしまう。だが、陽子らの尽力で花火大会で夜空に蜃気楼で大きな花束を映し出すことに成功し、これによって誰かを喜ばせられると自信を持てるようになり、高校への進学を目指し始める。
天倉 有花（あまくら ありか）
花凛の姉。妹とは違って普通の人間。小さいころに家が火事になった時、妹の性質のおかげで火傷ひとつなく生き残ったため、命の恩人として大切にしており、存在をひた隠しにしようとする両親とは対照的に、自信をつけさせるため外に連れ出そうと考えている。
夏祭りの騒動を見て家に来た陽子を信じ、妹が危険な亜人ではないことを証明してくれないかと頼んだ。
大多羅 鈴芽（おおだら すずめ）
サヨリの小中高の同級生。仏神「広目天」の亜人で、実家は観音様と呼ばれている近隣では一番大きい寺。霊能者のように異空間の亜人が見える訳ではないが、電磁波などを視認し起こり得る未来や人の心をある程度推理できるほか、「何かが居る」事だけは察知できるので、周囲には便宜的に霊感があるとしている。サヨリの実家に異変が起きていることに気づきながらも、知識がないために対処法が分からずにいたが、理系学生である陽子と協力して解決に臨む。
河野（こうの）
山小屋で一人暮らしをしている「川女郎」の亜人の女性。バンダナとマスクで目元以外を隠しているが、実は相当な美貌の持ち主。山で雨に降られた相馬たち5名を快く自宅に泊めるが、自身の性質、および相手が興奮したせいで男性陣を失神させてしまったため謝罪している。
榊 珠希（さかき たまき）
榊の妹で、来年度から高校生になる。東京の高校に進学予定で、兄と同居を始めたが、偶然「きさらぎ駅」で降車し、それを多くの人へ吹聴してしまったせいで陽子以外の人間の記憶から消えていく。さらには陽子でも知覚できない空間に転移しかけたが、間一髪で記憶を取り戻した兄に救助され、元の世界に帰還できた。
エンプーサの少女
陽子が出会った亜人エンプーサの少女。英語圏出身の外国人。
自分の性質を利用して悪夢を倒すヒーローをしていたが、悪夢が悪夢でなくなったせいでストレスが解消されない者が増えていた。自分の性質の本質を知って落ち込むが、ストレスを消せるだけでなく、トラウマや障害などのストレス起因ではない「不健康な悪夢」に悩まされる人を救う力もあると陽子から諭され、心を救われた。
松原（まつばら）
『オカルトちゃんは語れない』に登場する女性。献血ルームでの検査で何らかの亜人である可能性を指摘されたために精神科を受診し、担当になった津崎と親しくなる。人体発火の性質を持つ「燃えやすい」体質の亜人で、なおかつ相当熱に強い体質を持つ。
津崎（つざき）
『オカルトちゃんは語れない』に登場する精神科の医師。松原のメンタルケアを担当しており、彼女と親しい関係になる。自覚はなかったがドッペルゲンガーの亜人であり、極限定的な条件下で光と熱を特殊な反射・屈曲を起こす性質を持つ。この性質のために外出先で松原を燃焼させてしまい、居合わせた陽子が犯人として疑われることになった。その後、相馬が真相を解明したことで、再発防止のために松原との接近禁止が言い渡される。
ヒデハル
ビッグママの孫。16歳の少年。祖母と同じ「ビッグフット」の亜人で、生まれた時から空間移動を使えたために、異空間の存在を世界が隠そうとする力によって、普通の人間だった両親の記憶から何度も消えてしまっていた。そのせいで祖母の元で育てられることとなり、自分を産んだ記憶のある人はいないという事実に苦悩し、能力を悪用して万引きなどの非行を行っていた。
特殊な空間に存在するざしこに興味を持って外の世界を見せようと部屋から連れ出すが、追ってきた陽子との悶着でざしこが行方不明になってしまう。事態解決のために陽子と協力してざしこを見つけ出し、その際に祖母の言葉を誤解して家族の縁が切れかかるが、結果的にざしこを救出し、祖母や陽子に本心を打ち明け和解する。

## 用語
亜人（あじん/デミ）
サキュバス・バンパイア・デュラハンなど、特別な性質を持つ人間。作中では神話やおとぎ話のモチーフとなっており、かつては迫害の歴史もあったが近年では差別もなくなり、個性として認められるようになっている。近年では、「あじん」という響きが教科書的で可愛くないという理由で、若者の間では亜人のことを「デミ」（英語のdemi-humanから来ている）と呼ぶことが流行っている。日常生活に不利な点を持つ亜人に対する生活保障制度も存在する。
亜人の絶対数は少なく、亜人との出会いは非常に限られる。また、亜人を対象とした生理学的実験は、世論や倫理的な問題が存在し、思うようには進まないのが現状のようである。なお、男性の亜人は女性より少ないとされている。
また、亜人の体質は遺伝より突然変異によって生じることが多い。そのため、小鳥遊ひかり・ひまり姉妹のように、姉が亜人・妹が普通の人間といった双子の例も存在する。亜人の遺伝については何も分かっていないが、多様性を確保して環境に適応し一気に絶滅するリスクを下げるためだとする「進化の卵説」などが提唱されている。
多くの亜人に接する機会を得た高橋は、「意思」によって物理的影響をおよぼす一種の超能力者（デュラハン・サキュバス・雪女）と、生物としての体質が異なるもの（吸血鬼）の2グループに分けられるのではないかと推察している。その他の分類として、空間の向こう側に縁がある「空間組」にはデュラハン、座敷童子、霊能者などが、意思の力で現象を起こす「意思組」には雪女、サキュバス（インキュバス）などが該当し、キジムナーは両者のハイブリッドで、この分類ではバンパイアはどちらにも含まれない。
様々な亜人はいるものの、彼らはあくまでヒト属であるため、ミノタウロスやハーピーのように他の生物の要素が混じった生物、天使やケンタウロスのように「六肢動物」となる生物は存在しないと考えられている。
真面目に亜人について書いた本を世に出すことは難しく、ネットでの検閲も相当厳しいので、本屋に並ぶのはフィクションで盛ったマンガや眉唾ものの伝承本がほとんど。ただ、亜人に興味がある個人が趣味で書いた本が、遺品整理に混じって古本屋に流れてくることがたまにあるらしい。検閲が厳しいのは、亜人と普通の人間との違いが浮き彫りになることで新たな差別の温床になってしまうことを国が危惧しているためだとも考えられている。
バンパイア
鋭い牙を持ち吸血性のある亜人。身体能力が高く、日光に弱いとされる。
貧血を頻発しやすい体質で、吸血は不足する血液を外部から補うための行為とされ、国からは月に1パックの血液が支給されている。ただしそこまで深刻な症状ではなく、食事に気をつけることで血液を摂取することなく生活するバンパイアもいるというが、これは性質の薄いバンパイアに限られる。成長するとだいたい4〜5歳くらいから血を欲するようになる。吸血行為は基本的に「食事」としての意味合いが強く、噛みつきたいという欲求を満たすための行為でもあるが、ある程度性を想起させる側面もあるらしい。このように“欲”のあり方自体が普通の人間とは異なるらしく、同性であっても淫魔の催淫を受けて酔っ払ったような症状が出てしまう。また、血液交付の福祉制度にも問題があり、性質が濃いと検査で分かっていても「自主的に申請」しなければならず、両親がともに普通の人間同士だった場合は血液の必要性が理解し辛く、申請を行わなかった結果、咬傷事故が起こる例もある。
一般的な人間との身体的な違いに、夜行性動物と同じく眼球内にタペタムを持つというものがあり、暗闇で目が光り、普通の人間よりも夜目が利く。それ以外の五感も優秀で、ニンニクが苦手という伝承は強い臭いに拒否感を示すため、強い日光に弱いのも目だけでなく肌も敏感であるためとされる。吸血には優れた五感を維持するために消費されるエネルギーを補う目的もあるのではないかと考えられている。ただ、他の亜人のようなトクベツ不思議な力はなく、良いところも悪いところも普通の人の延長線上といったところである。なお鏡に映らない、十字架に弱いといった弱点は宗教的に捏造されたものでしかない。
ひかりはそれほど強力な個体ではないが、能力が最高ランクになると匂いだけで亜人かどうかが分かるほどに五感が発達する。しかし、五感が鋭すぎるせいで人間が暮らす世界は「まぶしすぎる」らしく、生活が困難なので異空間で保護されていることもある。
デュラハン
アイルランドの妖精にルーツを持つ頭部と胴体が分離した亜人。
生まれた時は普通の赤ちゃんと変わらないが、ある時期に突然、「首だけ神隠しに遭う」ことでデュラハンになる。首との結合部分は切断面や穴ではなく、皮膚によって覆われているように見える。さらに胴体と首の接合部分は炎のようなものが存在し、感情の変化に応じて形が変わる。触っても熱くはないが、触られる側は神経が圧迫されるような感覚があって辛いらしい。
その特異性により、現代社会では様々なハンデを抱えている。首の代わりに両手で頭部のバランスを取っているため、持ち方が悪いと身体の揺れを直に受けて酔ってしまう。頭部と胴体が不慮の事故で離れ離れになっても身体的な異常は生じないが、頭部だけでは身動きが取れず、胴体だけでは知覚や意思疎通に支障が出るという体質であり、基本的に両手もふさがっているため社会生活で苦労することも少なくない。特に頭だけでは泳ぐことすら出来ないため水場は鬼門であり、「流れの強い川は渡れない」という伝承は頭部を川に落として流されると死に直結するが故に生じたものではないかとされている。
非常に珍しい亜人で、世界中でわずか3人、日本では町京子ただ1人しか確認されていない。その希少性ゆえに文献にも乏しいのが現状であり、デュラハンが産まれた家庭では手探りで試行錯誤しつつ自分達で最適な暮らし方を見つけていくほかない。
外見からは確認できないが首の部分は確かに存在しており、胃カメラを飲むなど内部から観察すればきちんと食道が映る。物理学的な観点からは首の部分が高次元空間に存在するワームホールとなっているとされ、結合部分の皮膚は量子論の観察者効果によるもの、炎に見えるものは空間のゆらぎのようなものでその変化は人間の意識がおよぼす影響ではないかという仮説もある。普通の人類が認識できる空間をAとすると、首だけが認識できない空間Bに存在し、食べ物などが通過するのはBなので、A-Bの距離の差の分だけワープしていることになる。ちなみに力の強いキジムナーから見ると、空間のゆらぎとオーラの色は同じに見える。
また、相馬と鉄男は、デュラハンの首に現れるような「発生しては消える空間のゆらぎ」を人魂と呼んだのではないかと仮説を立てている。
他の「空間組」があくまで自己申告でしか別空間の存在を証言できない、あるいは普通の人間には知覚できないのに対し、デュラハンだけは別の空間の存在を隠しきれておらず、能力を持たない普通の人間でも別の空間の存在を信じることができるという「目に見えて異質」な特徴を持っている点から、最も別の空間に影響を与える存在だと言っても過言ではなく、首元の空間のゆらぎは空間と空間の間にある分厚い壁に何故かあるドアのようなものだとも言える。作中ではそのドアを開けられる他の空間組が1箇所に集合してテンションが上がった結果、次元を越えるバグが起こって異空間とニアミスし、町の首が普通の人間と同じ位置に出現、ざしこがその場の全員から知覚され、陽子も交えた3人のオーラが混ざり合って魚の死骸の目の色に変わるという怪現象が発生した。その際は比嘉が皆を落ち着かせたことで短時間のうちに終息し、「異空間の存在を無意識に隠そうとする」働きにより、直後に気持ちが切り替わり、1日も経たずその時の記憶や感情が薄れていった。
雪女
精神的な負荷（ストレス）によって生じる冷や汗や涙が氷になり、体からは冷気が生じるという性質を持つ亜人。
これらの能力は伝承よりもかなり微弱で、周囲を一瞬で凍てつかせるような出力はなく、せいぜいが肌寒くなる程度であり、他人に害を与えることは極めて稀であるとされている。また、嬉しさや安堵といったネガティブでない感情に起因する涙は凍結しない。これは意思による物理的な干渉の結果とされるが、影響を与えているものが「何か」は不明（高橋は無意識に分子運動の抑制を行っているサイキックなのではないかと推察している）。
暑さに弱いため熱中症になりやすいが、冷やせば良くなるらしい。体温も一般人に比べて低めで、触れるとひんやりするというが、体液が氷点に達しているというわけではなく、中度から重度の冷え性といったレベルの模様。
サキュバス・インキュバス
相手を催淫してしまう性質を持った亜人。女性の場合は「サキュバス」、男性の場合は「インキュバス」と呼ばれ、両者を合わせて「淫魔」と総称する。後述の淫夢を見せる性質から「夢魔」とも呼ばれる。また、サキュバスとインキュバスの性質は相殺されるので、淫魔同士であれば異性でも催淫されない。インキュバスは女性に比べて少ないとされる男性の亜人の中でも、特別珍しいとされる。
性質の濃さにはランクがあるが、かなり高ランクであってもこの性質は基本的に自制が効くため、服装などに気をつけ性を想起させないようにしていれば、仮に異性との身体的な接触があってもさほど問題とはならない。ただし、睡眠中は自制できず他者に（無意識下なので性別に関係なく）淫靡な夢を見せてしまうため、集合住宅への入居は困難で人の多い場所では寝起きできない。なお、一番下のランクでは催淫能力を持たず催淫への抵抗力だけがある。具体的な割合は警察にすら公表されないが、高ランクの人は相当珍しいとされる。
性質の濃いサキュバスはどれだけ性欲の薄い相手でも催淫してしまうことから、世間から離れて引きこもるか自棄気味に大胆になってしまうかの二択になることが多いとされる。他人に影響をおよぼす性質を持つという点で他の亜人とは一線を画しているため、警察の厄介になるものも少なくない。日本においては、下記で記述する「亜人課」が最重要でマークする対象となっているが、生活補償制度は充実しているらしく、高ランクともなれば国からの支援だけで働かなくても生活できるとのこと。ちなみに、警察では女性講師による護身術の講習が定期的に行われているが、希望者は少ないらしい。
日本では国としてサキュバスの結婚を推奨していることから、宇垣は「催淫が効率よく生殖を行うための能力」であり、パートナーができることで「催淫する必要がなくなる」、その「安心感」という「意思」により能力が弱まるのではないかと推測している。
エンプーサ
「オカルトちゃんは語れない」に登場する亜人。ギリシア神話に出てくる夢魔の一種で、伝承では眠っている男に悪夢を見せて血を啜るとされる。
“集合的無意識”の中心から他人の夢に自由にアクセスする力がある。陽子の推測では、エンプーサの亜人は「ストレスを消費して悪夢に変える特性」を持っており、いるだけで人間のストレスを消すことができる。悪夢はストレスを解消する作用として元々人に備わっている機能であり、エンプーサがいてもストレスが足りなければ悪夢にならない。
透明人間
体が透明になっている亜人。
人間の視覚では全く姿が見えず、なんとなく気配を感じるだけ。自分でも顔が見えず、整える必要もないので髪型などの容姿にはあまり気をつけない模様。見えていないので人前で裸になっても恥ずかしくないと考える者から、人前で裸になること自体恥ずかしいと考える者まで価値観は様々である。目が見えない人が書く手法と同じように直接触れて構造を知り似顔絵を描く、顔の型を取る、全身を3Dデータに起こして合成写真を作るなどの間接的な方法を用いて顔立ちや姿を把握することはできる。
座敷童子
家に取り憑く子供の姿をした亜人。主に東北地方（特に岩手県）に伝わる精霊のような存在で、宿った家には幸福をもたらすとされる。3歳〜15歳の男女で外見は様々。住み付く理由は明らかではないが、基本的に危害を加えると家を出ていき、向かいの家に移る、旅人について行く、といった記述はあるが、どこに行くか定義的なことはない。
憑いている家から外に出ることが出来ないという性質を持ち、無理矢理外に引っ張り出そうとすると室内へ瞬間移動してしまう。また、精霊らしく声や姿を認識することが出来る者は霊能者に限定されるが、生物であるのは間違いないようで食事や排泄は人間と同様に行う。着ている服は体の一部という認識であるらしく、脱がせて外に捨てても瞬間移動でいつの間にか座敷童子自身が身に纏っている、一切劣化せず洗濯も不要、液体がかかっても濡れずに素通りするなどの性質を持っている。
普通なら座敷童子の行動は超常現象のように写ることが考えられるが、第三者の実際の視点では霊能者が代行しているように見える。相馬の仮説では首だけが別空間に存在するデュラハンに対して、座敷童子は存在自体が別空間にあるという性質の亜人であり、普通の人間に姿が見えないのも別空間を観測できないがため、行動を他人が代行しているように見えるのは人間がそれを隠そうとして無意識に視覚的にフタをしている状態であるためだとしている。基本的に異空間は隣接して存在しているのだが、座敷童子のいる空間はどの空間からも独立した場所にある。
なお、力の強いキジムナーが見た場合、姿を視認することはできないが、霊能者の瞳の色が左右で違って見えるため、存在していることは間接的に把握可能。
霊能者
普通の人間より多くの空間の事象を観測できる感覚を持つ亜人。神話やおとぎ話のモチーフという一般的な認識からは外れているが、間違いなく亜人と言えるだけの特殊な力を有する存在である。
人間は自分が存在する空間の事象しか認識できないという原則から、普通の人間とは違う空間に存在していると仮定されている。相馬は普通の人間が存在する空間をA、座敷童子などの存在する空間をCとした場合、霊能者はA+Cの空間というように、複数の空間にまたがって存在しているのではないかと推測している。広目天の千里眼で見ると電磁波が瞳に吸い込まれていくらしく、眼が異空間への穴、あるいはトンネルになっているのではないかとも考えられている。
一方で視野的な意味での「視界」に関しては常人と変わらないため、知覚できないほど遠くの「空間座標」に存在しているものは視認できない。よって「きさらぎ駅」に転移した人間は通常の手段では認識できなくなった。
なお、普通の人に見えないものが見えること以外は普通の人間と外見・体質共に変わらないため、陽子は大学に入るまで自分が亜人であることに気づいていなかった。
キジムナー
沖縄で有名な樹木の精霊のルーツになった亜人。伝承ではガジュマルの古木に棲み、髪や肌が赤く、人と仲が良く共同生活する珍しいタイプの精霊で、一緒に漁に出ると大漁に恵まれると言われ、魚の目玉が好物とされている。発祥の地では“ブナガヤ”とも呼ばれる。
力の強いキジムナーは人の心が読めるという能力を持つ。実際には相手の瞳の色から感情が分かるというもので、感情によって色が7色に変化して見え、濃淡で感情の強弱も分かり、色の変遷からも情報を得られる。また、人の周りにはオーラのような色のついたモヤも見え、これによってちょっとした性格診断も可能。オーラは“場の空気”のようなものなのか、他の人と色が混じることもある。見る力が強すぎる個体は死骸の目から別の空間が見えてしまい、見まいとする力との全力での綱引きが起きて、“オバケみたい”な強い不快感を感じる。高橋は、見る力のあまり高くない普通のキジムナーは魚の目に不快感を感じないほどの違和感、つまりは興味を覚え、それ故に死骸から目玉を引き抜くという行動を取るのではないかと推測しており、“人の心を読む”という伝承が残っていないのも、大半のキジムナーは能力不足であったためではないかとしている。ちなみに煮干しのように調理された魚の目は平気になる。さらに、“釣果に恵まれる”伝承は、精神に干渉して“無意識に魚を引きつけている”ことが原因で、こちらは力が弱い者でも効果が出る。つまり、キジムナーの能力とは、「他者の意思を読み取り、書き換えることも可能な、非常に汎用的なテレパシー能力」であると考察される。
隙間女（すきまおんな）
「オカルトちゃんは語れない」に登場する亜人。江戸時代に書かれた随筆『耳袋』が初出の都市伝説に近い存在で、棚などのわずか数センチの隙間に立って人を見ていると言われている。
存在自体が別の空間にいる亜人の一種であり、霊能者ではない普通の人間へ自身の視線を感じさせるという異空間への干渉能力を持つ。体を構成する分子の結合がとても緩い粒子体の亜人なので、普段は体が空中に分子運動で霧散しているが、「物と物の隙間」という分子運動が制限される狭い場所では体を構成する分子が密集するので姿を観測できるようになる。霊能者でもそのままでは歪んだ顔のようなものにしか見えないが、金属製のボウルなどの凸面鏡を利用することで普通の人間でも姿を正確に認識でき、さらにボウルを振動させることで会話も可能。また、同じく別の空間にいる座敷童子は匂いで存在を知覚することができる。所謂“霊”の一種であり、「死後は異空間で亜人になる」という説の実例であるが、詳細は不明。
やまびこ
「オカルトちゃんは語れない」に登場する亜人。一般には「はね返る音」という現象の名前で、昔は謎の生物が引き起こすとされていた。
その正体とは「音そのもの」であり、生き物ではない「生きた音」。「音源」にはなれないので自由に話すことはできず、世の中の音や声を自身に蓄音して切り貼りして会話するという性質から、拾える音が足りないと言葉が不明瞭になる。半径300メートルくらいを同時に集音可能なので、人探しなどが得意。声を出した人間に届けるため、色々な音程を組み合わせて指向性音響を作り出し、スマホや石などで反響させる。人間に直接語りかけることもできるが、耳を舐め回されるような感触を与えるため自重している。マイナスイオンを好み、ほとんどは山に住んでいるが、台風ラッシュなどで住処がなくなると街中に引っ越してくることがある。数十年前に流行した「メリーさん」の怪談も、やまびこが発祥させたもの。声のトーンで相手の気分などを察する能力に長ける。
なお、本来は異空間の存在に声を届けることはできないが、霊能者が近くにいれば目のトンネルを利用して異世界へと干渉できる。
ぬりかべ
「オカルトちゃんは語れない」に登場する亜人。元々は九州にのみ伝わる「人の行く手をさえぎる」妖怪で、有名なTVアニメの影響で灰色の四角いイメージが一般的になっているが、生物っぽい絵も残っている。また、徳島県美馬には夜道を歩く人を陰嚢で包んで身体拘束する亜種の「蚊帳吊り狸」という伝承がある。
体内でUVレジンに類似する水溶性の光硬化樹脂を生成する体質を持つ亜人であり、呼気の水分に溶けた水溶性UVレジンが空気中に散布されると、月光に含まれる紫外線A波に反応して硬化するというのが実態。硬化した水溶性UVレジンはしっとりブニブニした触感で、携帯電話の電波などを遮断するが、人間の呼気の水分でしばらくすれば溶け、尿などを直接かければすぐに溶解する。本体は異空間にいるため、霊能者以外には姿も声も知覚できないが、湿度や風向き、光の動向を考慮し、鏡、懐中電灯、除湿機、扇風機を適切に組み合わせることで人工的に姿を見せることも可能である。
餓鬼
「オカルトちゃんは語れない」に登場する亜人で、何でもすぐ食べたくなる性質を持つ。
狐火
「オカルトちゃんは語れない」に登場する、所謂「火の玉」的な妖怪の一種とされる、別の空間に存在している亜人。
蓄電・放電する性質を持ち、ある程度体に電気を蓄えることで、全身が光る玉に変化する“火球化”という特性がある。これはプラズマとされる「球電現象」で、この状態の時だけ普通の人間にも知覚される。色々な所から身体に電気が入ってくるが、一番影響を受けるのが雷で、落雷が大地を伝って分散される時に一部が吸収される。放電しきるまではただ光ることしかできないが、空を飛び、壁をすり抜けることが可能になる。火球化している間は姿が変化しているが、原子が不安定なプラズマ状態を長く維持するために自分の周囲に真空か希ガスに似た環境を同時に形成しているらしく、汚れた窓ガラス近づくと付着したホコリが静電気に引かれて逆立つと共に発光してドット絵のようになり、TV映像もまた「電波」であることからプラズマテレビの原理で無意識のうちに本来の姿が映し出される。不安定な原子が安定を求める時、次元や空間を超えること、プラズマ内部には亜空間へとつながるゲートが存在することは科学的に観測されており、火球化した狐火と触れて感電すると、同時に人間の中でもプラズマが発生、その人間もまた狐火になる。
サラマンダー
「オカルトちゃんは語れない」に登場する、四大精霊のひとつに位置し、火の精霊とされている亜人。本来低い体温と豊潤な体表の液体によって、耐火性の高い存在だが、別の精霊と混同されて近年では火を操ると思われている。
生まれつき体温が極端に低く、0℃を下回ることすらあり、夏場は全身に結露してしまうほどだが、雪女と違って高温も平気で、体から氷が出ることもない。この性質によって火事の中でも火傷ひとつ負うことはない。また、周囲の空気が冷えて密度が変わることで局地的に蜃気楼が発生、特に呼気の水分で光の散乱が強く起こり、口だけが大きくなって「口裂け女」のように見えたり、全身が大きく見えたりする。
広目天（こうもくてん）
「オカルトちゃんは語れない」に登場する、「千里眼」の能力を持つ仏神の亜人。
人間の目では見えない、温度・湿度・重力・磁力・電磁波などを視たり感じたりできる性質を持ち、そのパターンを元に結果を予測したり、遠くで何が起きているかを知る事ができる。心を読めるわけではないが、人間の脳の信号も電気なので、親しい相手ならその変化から行動の予想も可能。食品の鮮度なども分かる。感覚的には視界全体にある細かいマス目が歪むのでわかるらしく、相対性理論の説明に使われる曲面図に似ている模様。霊能者のように異空間の亜人が見えるわけではないが、何かがいる場所では電磁波が乱れるので存在していることはわかる。なお、電磁波を放つ原動機付きの乗り物は苦手。
川女郎（かわじょろう）
「オカルトちゃんは語れない」に登場する、「川辺に立ち目が合った男性の精気を吸いとる」という女性の伝承の元になった亜人。体から甘い匂いを放ち、周囲で興奮した男性を失神させる性質を持つ。
その経緯から、相馬は、心の動きで分泌されるアドレナリンの作用で普段は閉じている「アポクリン腺」が開き、蒸発したいつもと違う汗が川女郎の汗と化学反応を起こして有害物質に変化し、気絶に至らしめる、という仮説を立てた。自分の意思で汗の分泌を止めることはできないが、汗の成分を分解する市販品で性質を抑えることはできる。
クリストキント
「オカルトちゃんは語れない」に登場する、プレゼントを配ってくれる天使として伝承されるドイツで一番有名かつ人気がある「サンタクロースの亜人」の一種。座敷童子と同じ異空間に存在しており、霊能者以外には姿が認識されない。原理は不明だが、無意識に周りの人に「相手に何かしてやりたい」という気持ちを掻き立てる力を持つ、つまり「プレゼントを配る」のではなく「プレゼントさせる」精神系の亜人だと推測される。
歳神（トシガミ）
「オカルトちゃんは語れない」に登場する、お正月に門松を目印にやって来て幸運をもたらすと言われている目に見えない亜人。順番制で毎年交代し、順番が来たときだけ性質が出て1年間役目を果たし、順番が終わって交代すれば特性が治まって元の生活に戻るという特殊な性質を持つ。来年の担当者は前年の12月28日にいきなり亜人になり、誰かに教えられずとも自然に状況を理解する。
門松の前で交代を行うのだが、近年では門松を飾る家庭が珍しくなって来たため、交代が難航するようになっている。だが、「歳神は絶対的に元旦までに交代しなければならない」という変化することが許されない法則が働くらしく、1月1日を過ぎて前任者を探していた場合、協力者は交代に成功した時点から1月1日の朝までタイムスリップする。ただ、何故そうなるかは何も教えられないきまりになっているとのこと。
幽霊
いわゆる死んだハズの人間。人ならざる者の一種で、一部は亜人とされる。怨霊となったという平将門や菅原道真、妖怪の舟幽霊などが代表例。
五月島の仮説では、チベットの密教に伝わる魔術的存在「タルパ」と関連があるとしている。これは人間が意図的に作り出し、完全に独立した「個」として生まれる精霊のようなもの（イマジナリーフレンドに近い）で、消すことはできない。人間が予期せぬ死に直面すると、命の危機という状況で「生きている自分」が理想として本人を生き移したタルパが生まれ、その瞬間に創造主が死ぬとタルパは行き場を失い混乱・暴走したのが、いわゆる幽霊であると推理した。
姦姦蛇螺
「オカルトちゃんは語れない」に登場する、上半身は6本腕の巫女、下半身は大蛇という異形の怪物。霊力の高い巫女が人食い大蛇の討伐を依頼され、隙を突かれて下半身を喰われてもなお戦い続けたが、巫女が負けると思った人々が裏切って大蛇に喰わせたという悲惨な伝承が、日本神話レベルの昔から伝わっている。
五月島は、霊力の強い巫女から人々への強い恨みを受け継いで生まれたタルパではないかと推測している。人々への被害を食い止めるために、昔から若い女性の肉体を利用して封印する神事を行っており、近年では自衛隊も宮司に協力している。
人体発火現象
「オカルトちゃんは語れない」に登場する原因不明の怪奇現象。周囲に火種はなく、また人もいない、周りの物に延焼の形跡もないままに、人だけが燃えたとしか思えない焼死体が発見される事例のこと。足首だけを残して焼失していたり、複数回炎に包まれても無傷で生還するも、ある日強く燃え上がって一瞬で死亡したケースもある。また、伝承上ではイフリートや地獄車といった、炎に包まれている存在の話も複数ある。
その正体とは、火薬と同様の燃えやすい体質を持つ亜人。血液中、細胞中に含まれる酸素が、炎が出る程の燃焼現象が起きる程、体内物質と結合するために、熱されると全身が一瞬で炎に包まれる。ただし、爆薬ほどに迅速な反応が起こるわけではないので、爆風による被害は生じない。加えて相当熱に強い亜人属性も併せ持つので、火傷も一切負わず、体が炎に包まれていることにすら気付かない場合もある。
ドッペルゲンガー
「オカルトちゃんは語れない」に登場する、本人がいない所でその人が目撃されるという現象。一人ひとりから個別に言われる事例が多いが、19世紀フランスの記録では42人の生徒がエミリー・サジェという教師と教師のドッペルゲンガーを同時に見たという。話しかけても反応がなかったり、本人が自分のドッペルゲンガーを見ると死ぬという話もある。全くの他人に変身できる怪物であるシェイプシフターや、自分で念じて分身を生み出す生き霊、バイロケーションとは別物とされる。
亜人としての性質は、身体に当たった光に対して、通常では考えられない特殊な反射や屈折を引き起こすというもの。亜人特性の発現には、光の円周、光の強さ、光の中の色の分量、空気中の湿度（屈折率）などを包括した、かなり厳しい条件があり、条件が整っても鏡がなければ自分では気づけず、他人にとっては知人に変化しているとは限らない上に、知人だと認識できてもドッペルゲンガー側の認識がないので反応されない。光源と同じように熱も反射しているので、至近距離や焦点上に影響を及ぼしている。
光を反射している先は霊能者でも認識できないほど遠い異空間で、一般人は異空間の認知を避けて「行動代理の原則」により無意識下で共有されている霊能者の顔が置き換えられるが、霊能者には人型の闇に見えている。このことから、「異空間の観測者を投影する特性」を持つと言うこともできる。
ビッグフット
『オカルトちゃんは語れない』に登場する亜人。アメリカで目撃談が相次ぐ未確認生命体（UMA）。二足歩行で身長は2mから3m、体重は200kgから300kg、大きなもので47cmの足跡が残され、すごくクサい、といった膨大な目撃証言や物証がある。アメリカ大陸が発見される前から、先住民たちには「ビックフットは姿を消す」と言い伝えられ、目撃報告の多い地域とUFOの目撃談の多い地域と重なっていること、「オーブに包まれて消えた」という記録があることから、2010年代からは「異空間を移動する」エイリアン、もしくはそのペットであるとも提唱されされている。
亜人としての性質は、「いろんな空間を自由に行き来できる」という能力。異空間に行く際、他の人間には目の前から人が突然消えたように見え、実際に異空間に移動しているという事実と、その瞬間を目撃した「異空間の認識を無意識に拒否する」結果、一連の記憶を消すという現象が生じる。普通なら数日かかる「人の記憶の消滅」が一瞬のうちに起きるので、大勢が同時に空間移動を見た場合、世界が異常を取り繕うために予想もできないことが起きる危険性もある。ただ、空間移動の瞬間を目視しなければ記憶への影響を防ぐことができる。なお、霊能者とは違い、異空間の存在はその空間に移動しないと見ることはできない。大多数の亜人と違い、その能力は「アクティブスキル」に相当し、体質というより超能力に近い。
ムラサキババア
『オカルトちゃんは語れない』に登場する亜人。学校の怪談のひとつでトイレに現れる怪異。紫色の着物で、腰まで届く長い髪、紫色の口紅をつけていて、トイレの個室や壁、鏡などから突然現れて、長い爪でひっかくといい、襲われると肝臓を取られるという話もある。3回「ムラサキ」と唱えると消えると言われている。東京近郊に住んでいた女性が風で飛んできた紫色の着物を拾ったところ、泥棒呼ばわりされて後ろ指を指されながら老いて死に、その人の家の跡地にムラサキババアとして出るようになったという話を起源とするものと、5世紀頃から記録されている帝嚳という神の娘で未来予言や幸運を授けるトイレの女神、あるいは当時の帝の妾で本妻にイビられたのを苦にして自死したのを哀れんだ民衆が祀ったものとされる、中国の「紫姑神」が起源であるという説があり、中国の説が混ざって日本に伝わり、それが変化して学校の怪談に組み込まれたとされる。
ババアですらない霊魂を思わせる外見で、人に取り憑くが、基本的に無害。プラズマに近いように見えるが、触れても何ともない。呪文を唱えると消えるのは、電磁波に対して音が影響を及ぼすからで、電磁波を乱す周波数、つまり「言い方」がポイントなのだが、かなりシビア条件が求められる。ざしことヒデハルの騒動で磁場が大きく乱れた影響か、小学校のトイレに出現してメグに取り憑いた。霊能者である陽子が中国語で3回「紫（ズィー）」と唱えたところ、笑いながら消滅した。

亜人課
警察内で亜人を担当する部署。ただし亜人の絶対数が少ないことから元々仕事自体があまりなく、社会が亜人に対して寛容になってきたことから以前よりさらに仕事が減少し、普段は亜人とは全く関係のない仕事を任されている。現在の亜人課としての仕事のほとんどはサキュバスによる催淫事件に関連するもので、過失の割合の判断が非常に難しいという。
きさらぎ駅
「オカルトちゃんは語れない」に登場する異空間。元々は2004年1月8日にネット掲示板に書き込まれた実況形式の怪談で、「きさらぎ」駅で降車した「はすみ」という女性が父親や掲示板観覧車と連絡を取りつつも翌朝に消息を絶つという内容。
実際に降車した珠希によると、田舎っぽい駅で街があるが人は居らず、空は変な色で淀んでいたとのこと。相馬の考察では「きさらぎ駅に行った」ということは「全身丸ごと空間を移動した」という状態で、本来の居場所ではないが周囲を観測する状態としてのイレギュラー性はないという矛盾から知覚に異常が生じ、矛盾が限界に達すると元の世界に弾きとばされる形で戻される。人が知覚することを許されない異空間を観測した者は「世界」にとって無視できない存在になり、その体験談を周囲の人間に細かく吹聴してしまうと、世界が安定を図ってその人物がいたという「事実」を丸ごと消そうとする力が働き、次第に霊能者でも観測できなほど遠い空間に転移してしまう。また、人間が無意識に知ることを拒んだ結果として、「観測者」である霊能者を除く、肉親を含む全ての人間から記憶が抹消されていく。さらに転移した者も元の空間の記憶を忘れてしまい、「きさらぎ駅」から発車する電車に乗ってもっと遠くの空間へ向かおうとする。

## 制作背景

### 連載まで
2014年2月、初めて同人誌を制作して参加したコミティアで、ペトスは本作の担当編集者に声をかけられる。同年6月ごろ、連載について構想するが、ペトスは「10ページ以上のネームをちゃんと切ったのも、『デミちゃん』の第1話が初めて」な状態であった。その後同年9月、連載を開始させている。

### 作品について
本作は「コメディ」であるが、ペトスはもっと細かく「亜人がいる現代社会をリアルに描きたい」と考えており、「ナチュラルな会話の流れとか嘘くさくない設定」などを読者に「ほう、なるほど」と考えてもらえるよう制作されている。
キャラクターの良さを伝え、「ゆっくり内面を掘り下げ」るために、当初本作に登場する亜人は、あえて4人に絞られていた。本作の世界観は「割とかなりガチの現代社会」であるため、「登場させる亜人」には制限をかけ、「見た目は普通の人間に近いけど、ちょっと生態が違う亜人」が選ばれている。

## 書誌情報
- ペトス 『亜人ちゃんは語りたい』 講談社〈ヤンマガKCスペシャル〉、全11巻
  1. 2015年3月6日発売[18]、ISBN 978-4-06-382578-7
  2. 2015年9月4日発売[19]、ISBN 978-4-06-382669-2
  3. 2016年3月18日発売[20]、ISBN 978-4-06-382757-6
  4. 2016年9月20日発売[21]、ISBN 978-4-06-382852-8
  5. 2017年4月20日発売[22][23]、ISBN 978-4-06-382942-6
  6. 2018年5月18日発売[24]、ISBN 978-4-06-511284-7
  7. 2019年4月18日発売[25][26]、ISBN 978-4-06-515281-2
  8. 2020年2月20日発売[27]、ISBN 978-4-06-517859-1
  9. 2020年11月19日発売[28]、ISBN 978-4-06-521376-6
  10. 2021年11月18日発売[29]、ISBN 978-4-06-525878-1
  11. 2023年2月20日発売[8]、ISBN 978-4-06-529800-8
- ペトス（監修）・橋本カヱ（原作）・本多創（作画） 『オカルトちゃんは語れない』 講談社〈ヤンマガKCスペシャル〉、全9巻
  1. 2019年4月18日発売[25][30]、ISBN 978-4-06-515282-9
  2. 2019年12月20日発売[31]、ISBN 978-4-06-517860-7
  3. 2020年2月20日発売[32]、ISBN 978-4-06-518495-0
  4. 2020年11月19日発売[33]、ISBN 978-4-06-521122-9
  5. 2021年3月18日発売[34]、ISBN 978-4-06-522582-0
  6. 2021年7月19日発売[35]、ISBN 978-4-06-523991-9
  7. 2021年11月18日発売[36]、ISBN 978-4-06-525879-8
  8. 2022年6月20日発売[37]、ISBN 978-4-06-528136-9
  9. 2023年2月20日発売[38]、ISBN 978-4-06-529799-5

## テレビアニメ
2016年9月3日にアニメ化が発表され、2017年1月から3月まで放送された。AT-X以外では、本編第1話の前に、メインキャスト出演の放送直前お正月特番「亜人ちゃんは祝いたい」が放送された。

### スタッフ
- 原作 - ペトス[11]
- 監督 - 安藤良[11]
- シリーズ構成・脚本 - 吉岡たかを[11]
- キャラクターデザイン・総作画監督 - 川上哲也[11]
- プロップデザイン - たかはしゆう
- 美術監督 - 針生勝文[11]
- 色彩設計 - 赤間美佐子[11]
- 撮影監督 - 宮脇洋平[11]
- CG監督 - 那須信司[11]
- 編集 - 西山茂[11]
- 音響監督 - 明田川仁[11]
- 音楽 - 横山克[11]
- 音楽制作 - アニプレックス
- チーフプロデューサー - 斎藤俊輔、立石謙介
- プロデューサー - 小田桐成美、辰澤奈津子
- アニメーションプロデューサー - 賀部匠美
- 制作 - A-1 Pictures[11]
- 製作 - 「亜人ちゃんは語りたい」製作委員会[11]（アニプレックス、講談社、鐘通インベストメント、クリスマスホーリー）

### 主題歌
「オリジナル。」
TrySailによるオープニングテーマ。作詞は岡田麿里、作曲・編曲はミト（クラムボン）。
「フェアリーテイル」
三月のパンタシアによるエンディングテーマ。作詞・作曲・編曲はすこっぷ。

### 各話リスト
| 話数            | サブタイトル               | 絵コンテ        | 演出       | 作画監督                              |
| --------------- | -------------------------- | --------------- | ---------- | ------------------------------------- |
| 第1話           | 高橋鉄男は語りたい         | 安藤良          | 安藤良     | 川上哲也                              |
| 第2話           | デュラハンちゃんは甘えたい | 安藤尚也 安藤良 | 高橋謙仁   | 吉田南                                |
| 第3話           | サキュバスさんはいい大人   | 中川淳          | 中川淳     | 山名秀和                              |
| 第4話           | 高橋鉄男は守りたい         | 石井俊匡        | 石井俊匡   | 川﨑玲奈                              |
| 第5話           | 雪女ちゃんは冷たい         | 安藤良          | 徳本善信   | 杉田葉子、大西陽一 永田善敬           |
| 第6話           | 小鳥遊姉妹は争えない       | 大久保朋        | 大久保朋   | 岡本達明                              |
| 第7話           | サキュバスさんはいぶかしげ | サトウ光敏      | サトウ光敏 | 前田学史、菊池貴行                    |
| 第8話           | 亜人ちゃんは学びたい       | 綿田慎也        | 綿田慎也   | 古住千秋                              |
| 第9話           | 亜人ちゃんは試したい       | 中川淳          | 中川淳     | 山名秀和、落合瞳 木藤貴之             |
| 第10話          | デュラハンは時空を超えて   | 森大貴          | 岩月甚     | 吉田南、錦見楽                        |
| 第11話          | 亜人ちゃんは支えたい       | 石井俊匡        | 石井俊匡   | 古住千秋、鳥居貴史                    |
| 第12話          | 亜人ちゃんは泳ぎたい       | 安藤良          | 安藤良     | 川上哲也、川﨑玲奈 田村里美、山名秀和 |
| 第13話 (未放送) | 亜人ちゃんの夏休み         | 高橋謙仁        | 高橋謙仁   | 川上哲也                              |

### 放送局
| 放送期間                | 放送時間                     | 放送局       | 対象地域   | 備考                      |
| ----------------------- | ---------------------------- | ------------ | ---------- | ------------------------- |
| 2017年1月8日 - 3月26日  | 日曜 0:00 - 0:30（土曜深夜） | TOKYO MX     | 東京都     |                           |
|                         |                              | 群馬テレビ   | 群馬県     |                           |
|                         |                              | とちぎテレビ | 栃木県     |                           |
|                         |                              | BS11         | 日本全域   | BS放送 / 『ANIME+』枠     |
|                         | 日曜 2:58 - 3:28（土曜深夜） | 毎日放送     | 近畿広域圏 | 『アニメシャワー』第3部   |
| 2017年1月11日 - 3月29日 | 水曜 0:30 - 1:00（火曜深夜） | AT-X         | 日本全域   | CS放送 / リピート放送あり |

インターネットではAmazon Prime Videoにて独占配信。

### BD / DVD
| 巻 | 発売日        | 収録話          | 規格品番      | 規格品番      |
| 巻 | 発売日        | 収録話          | BD限定版      | DVD限定版     |
| -- | ------------- | --------------- | ------------- | ------------- |
| 1  | 2017年3月22日 | 第1話           | ANZX-12161/2  | ANZB-12161/2  |
| 2  | 2017年4月26日 | 第2話 - 第3話   | ANZX-12163/4  | ANZB-12163/4  |
| 3  | 2017年5月24日 | 第4話 - 第5話   | ANZX-12165/6  | ANZB-12165/6  |
| 4  | 2017年6月28日 | 第6話 - 第7話   | ANZX-12167/8  | ANZB-12167/8  |
| 5  | 2017年7月26日 | 第8話 - 第9話   | ANZX-12169/70 | ANZB-12169/70 |
| 6  | 2017年8月23日 | 第10話 - 第11話 | ANZX-12171/2  | ANZB-12171/2  |
| 7  | 2017年9月28日 | 第12話 - 第13話 | ANZX-12173/4  | ANZB-12173/4  |

### Webラジオ
『亜人ちゃんはラジオで語りたい〜でみらじ〜』は、2017年1月6日から3月31日まで音泉にて配信されたラジオ番組。毎週金曜更新。全13回。パーソナリティは小鳥遊ひかり役の本渡楓と町京子役の篠田みなみ。
ゲスト
・第4回(2017年1月27日) ゲスト 日笠陽子
・第6回(2017年2月10日) ゲスト 夏川椎菜
・第13回(2017年3月31日) ゲスト Lynn

## イベント
2017年2月4日から2月12日まで、テレビアニメ化を記念した本作の複製原画展をコトブキヤ秋葉原館にて開催。